# Джордж Вільям Стоу

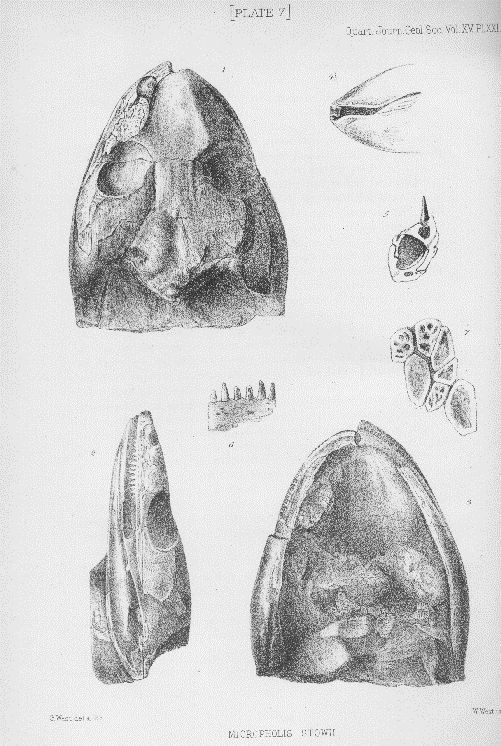
Micropholis stowi, Quarterly Journal of the Geological Society

Джордж Вільям Стоу (англ. George William Stow; 1822—1882) — південноафриканський геолог та етнолог, поет, історик, художник, картограф і письменник.

## Біографія
Стоу отримав освіту в школі на острові Собак у Лондон. Він був приписаний до доктора Латті з Лондона і мав зробити медичну кар'єру. У віці 21 року, не маючи бажання займатися медичною професією, він емігрував до Південної Африки, висадившись у Порт-Елізабет у грудні 1843 року. Він викладав у місії поблизу Кайлервіля, був клерком у комісаріаті, пробував свої сили у фермерстві, став бухгалтером у Порт-Елізабет, торговцем у Квінстауні та торговцем вином, діамантами й аукціоністом у Кімберлі.
Шукаючи притулку в хребті Реностерберг поблизу Мідделбурга під час Восьмої прикордонної війни, він знайшов скам'янілий череп земноводного з раннього тріасу. Після цього Стоу присвятив багато свого часу дослідженню крейдяних відкладень у басейнах Сандейс і Зварткопс поблизу Порт-Елізабета і системи Кару поблизу Дордрехта. Після війни доктор Річард Натаніель Рубідж переконав Стоу сповістити про свої відкриття Томасу Руперту Джонсу з Геологічного товариства Лондона. На засіданні Геологічного товариства 17 листопада 1858 року була зачитана стаття Стоу «Про деякі скам'янілості з Південної Африки». Пізніше Гакслі описав скам'янілості Тоу і назвав вид Micropholis stowi. Стаття була першою з багатьох внесків Стоу в геологічні журнали, найважливішою з яких, ймовірно, були « Геологічні нотатки про Грікваленд Вест», опубліковані в Quarterly Journal 1874 року, незабаром після того, як його було обрано членом Геологічного товариства Лондона в 1872 році.
На початку 1870-х років Стоу почав займатися оптовою торгівлею вином у Кімберлі. Багато хто вважав цей бізнес більш прибутковим, ніж пошук алмазів. Однак геологія була його першою любов'ю, і коли він почув у 1872 році, що губернатору Капської колонії серу Генрі Барклі потрібен географічний звіт про Західний Грикваленд, він негайно запропонував себе. Його пропозицію прийняли та погодили гонорар у розмірі 50 фунтів стерлінгів. У 1877 році сер Генрі Барклі взяв із собою карти та рукопис Стоу до Англії, де вони отримали високу оцінку як сера Ендрю Рамзі, так і Томаса Руперта Джонса, але так і не були опубліковані. Зрештою документи були повернуті та зберігаються Геологічним товариством Південної Африки. У 1877 році Помаранчева Вільна держава доручила йому провести геологічне дослідження.
Виконуючи свою польову роботу, Стоу познайомився з наскельними малюнками у печерах Південної Африки.
Стоу був досвідченим художником-акварельщиком, і 74 його картини були відтворені в роботі «Наскальні малюнки у Південній Африці з частин Східної провінції та Вільної Помаранчевої держави» зі вступом і примітками відомого антрополога Доротеї Ф. Блік, дочки відомого німецького лінгвіста Вільгельма Генріха Іммануеля Бліка. У 1944 році вона пожертвувала Музею МакГрегора кілька акварелей і малюнків наскельних малюнків, створеними Стоу під час роботи на алмазних полях Кімберлі у 1870-х роках.
Під час своїх мандрівок по Південній Африці Стоу записував інформацію про племена. Він визначив, що бушмени були давніми мешканцями регіону, а народи банту — прибульцями. Його книга «Тубільні раси Південної Африки», опублікована в 1905 році, була відредагована та проіндексована Джорджем Макколлом Тілем. Він також написав рукописи про окремі племена, які пізніше були виявлені в Смітфілді його біографом, професором Робертом Бернсом Янгом, керівником геологічного факультету Університету Вітватерсранд.

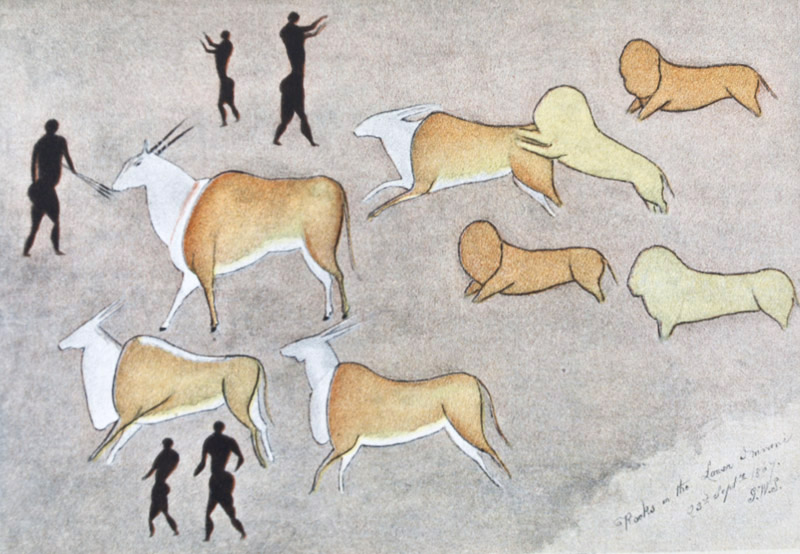
Bushman paintings on "Rocks in the Lower Mnweni 23 September 1867 G.W.S."

Починаючи з 1880 року, Стоу безуспішно намагався знайти видавця для своєї книги «Тубільні раси Південної Африки», яка зрештою була опублікована в 1905 році через багато років після його смерті. Він помер у 1882 році від серцевої недостатності в Гейльброні у Помаранчевій вільній державі.